# انبارهای سوخته
انبارهای سوخته (فرانسوی: Les Granges brûlées‎) فیلمی در ژانر درام به کارگردانی ژان شاپو است که در سال ۱۹۷۳ منتشر شد.

## بازیگران
- آلن دلون
- سیمون سینیوره
- پل کروچه
- میو-میو
- کاترین آلگره
- فرنان لودو
- رناتو سالواتوری